# Dirk Boeteman

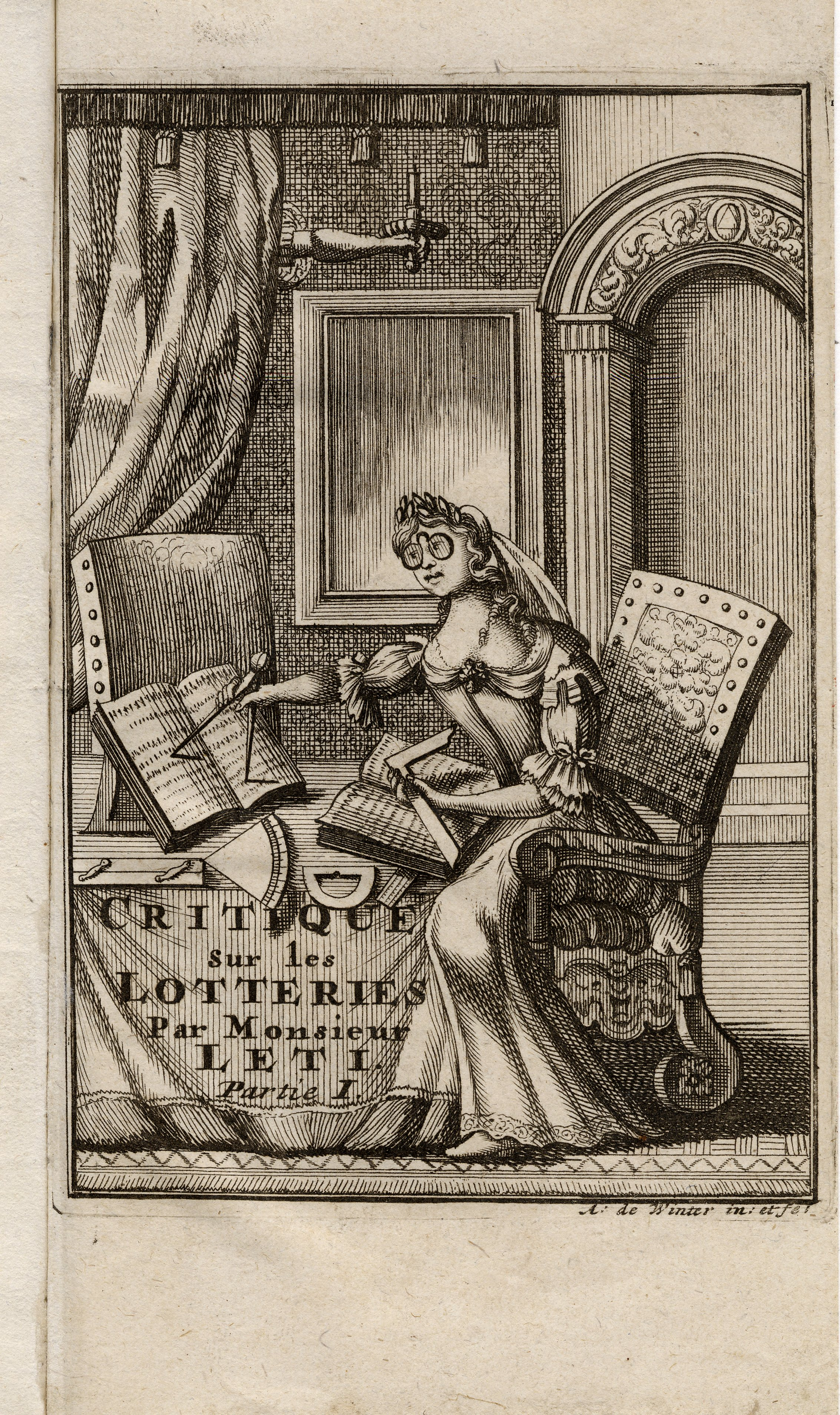
Gravure van Antonie de Winter, titelpagina voor: Gregorio Leti, Critique historique, politique, morale, economique, & comique, sur les lotteries, vol. 1. Gedrukt door Dirk Boeteman (Amsterdam, 1697).

Dirk Boeteman (Latijn: Theodorus Boutemannus, Frans: Theodore Boeteman; Amsterdam, 1651 - aldaar, 1700) was van 1681 tot 1699 actief als boekdrukker, uitgever en boekverkoper in Amsterdam.

## Leven
Dirk Boeteman was de zoon van de Amsterdamse boekdrukker Pieter Dirksz. Boeteman (?-1676) en diens vrouw Abigael van Niebergen (?-1680). In 1683 trad Dirk in het huwelijk met de Utrechtse Sara Verrijken (?-1715) en het stel kreeg drie kinderen: Pieter (1685-1719), Helena (1688-1719) en een kind dat in 1690 in het kraambed is overleden. Dirk was vanaf 1684 poorter van Amsterdam als boekdrukker. Hoewel hij niet staat ingeschreven in het gildeboek van het Amsterdamse boekverkopers-, boekdrukkers- en boekbindersgilde, was hij hoogstwaarschijnlijk wel lid. Zijn weduwe heeft tot acht jaar na zijn dood de jaarzang (jaarlijkse gildecontributie) betaald, tot zoon Pieter in 1709 tot het gilde was toegetreden. 

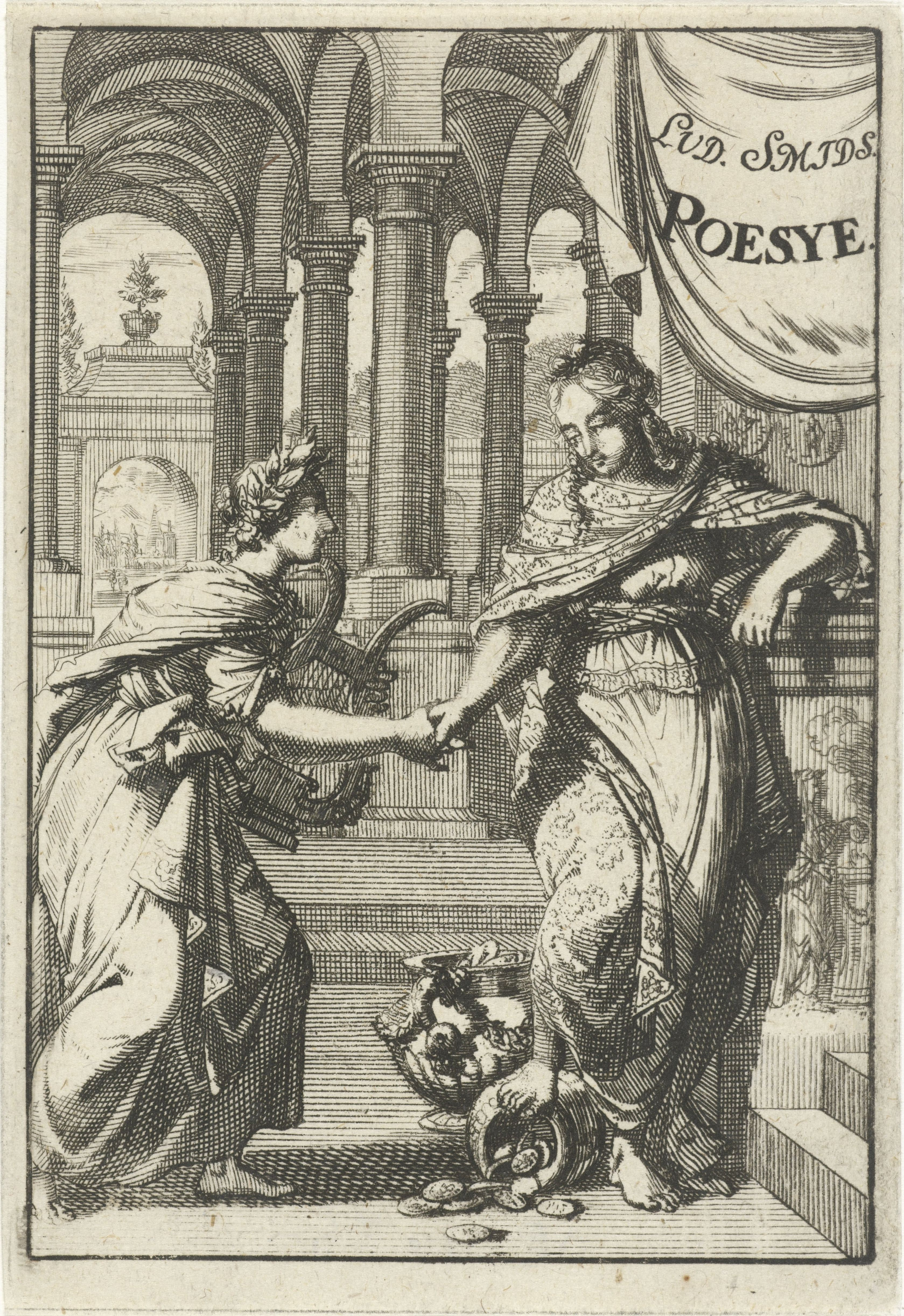
Apollo schudt de hand van een jonge vrouw, ets van Jan Luyken. Titelpagina voor: Ludolph Smids, Poësye, gedrukt door Dirk Boeteman (Amsterdam, 1694).

Pieter en Helena werden in het testament van hun moeder, opgemaakt in 1704, benoemd tot gezamenlijke erfgenamen, maar in feite erfde Pieter het grootste deel. Hij werd benoemd tot enige erfgenaam van de drukkerij en de winkel, op voorwaarde dat hij Helena haar deel van de erfenis binnen een paar jaar zou uitkeren. Pieter trad in 1709 toe tot het boekverkopersgilde en was als boekdrukker een poorter van Amsterdam. Hij trouwde in 1712 met Maghtelt Engebregt (1680/81-?). In 1713 werd Pieter lid van het makelaarsgilde, aangezien hij ook actief was in de papierhandel. Dit is mogelijk de reden waarom hij in datzelfde jaar de van zijn vader geërfde drukkerij, met vier persen, in de Monnikenstraat verkocht.

## Werk
Boeteman was vooral actief als boekdrukker en zijn drukkerij was te vinden in de Monnikenstraat, bij de Nieuwmarkt. Hij drukte werken in het Nederlands, Latijn, Frans en Italiaans, zowel voor zichzelf als in opdracht van of in samenwerking met andere uitgevers. Daarnaast was hij ook boekverkoper en zijn winkel was vermoedelijk gevestigd in een pand aan de Singel op het Leidse Veer of bij de Latijnse school, waarschijnlijk in de buurt van de Munttoren. Boeteman was in 1688 ook aanwezig op de Frankfurter Buchmesse.

In 1698 raakte Boeteman in de problemen vanwege het drukken van twee controversiële werken. In april van dat jaar werd hij door de schout gedaagd omdat hij Vervolg van't Leven van Philopater geredded uit de verborgentheeden der Coccejanen had gedrukt in samenwerking met Aart Wolsgrein, een werk waarin het (verboden) gedachtegoed van Spinoza werd behandeld. Het werk bevat een fictief impressum, maar zowel auteur als uitgever en drukker zijn achterhaald door het bestuur van Amsterdam. Vervolgens kreeg Boeteman in september een boete van ƒ 1000,- opgelegd, omdat hij voor Louis Duval een deel van een aanstootgevend werk over Europese machthebbers had gedrukt. Duval was afkomstig uit Frankrijk en boekverkoper in de Kalverstraat in Amsterdam. Naast de boete mocht Duval een jaar geen boeken verkopen. De exemplaren van zowel Duval als Boeteman werden verbeurd verklaard. Het ging om een werk in het Frans dat ook wel bekend stond onder de volgende titel: L’Elite des nouvelles behelsende offenseuse expressien soo ten aansien van gekroonde hooffden, republicque en staten als andere heeren. 

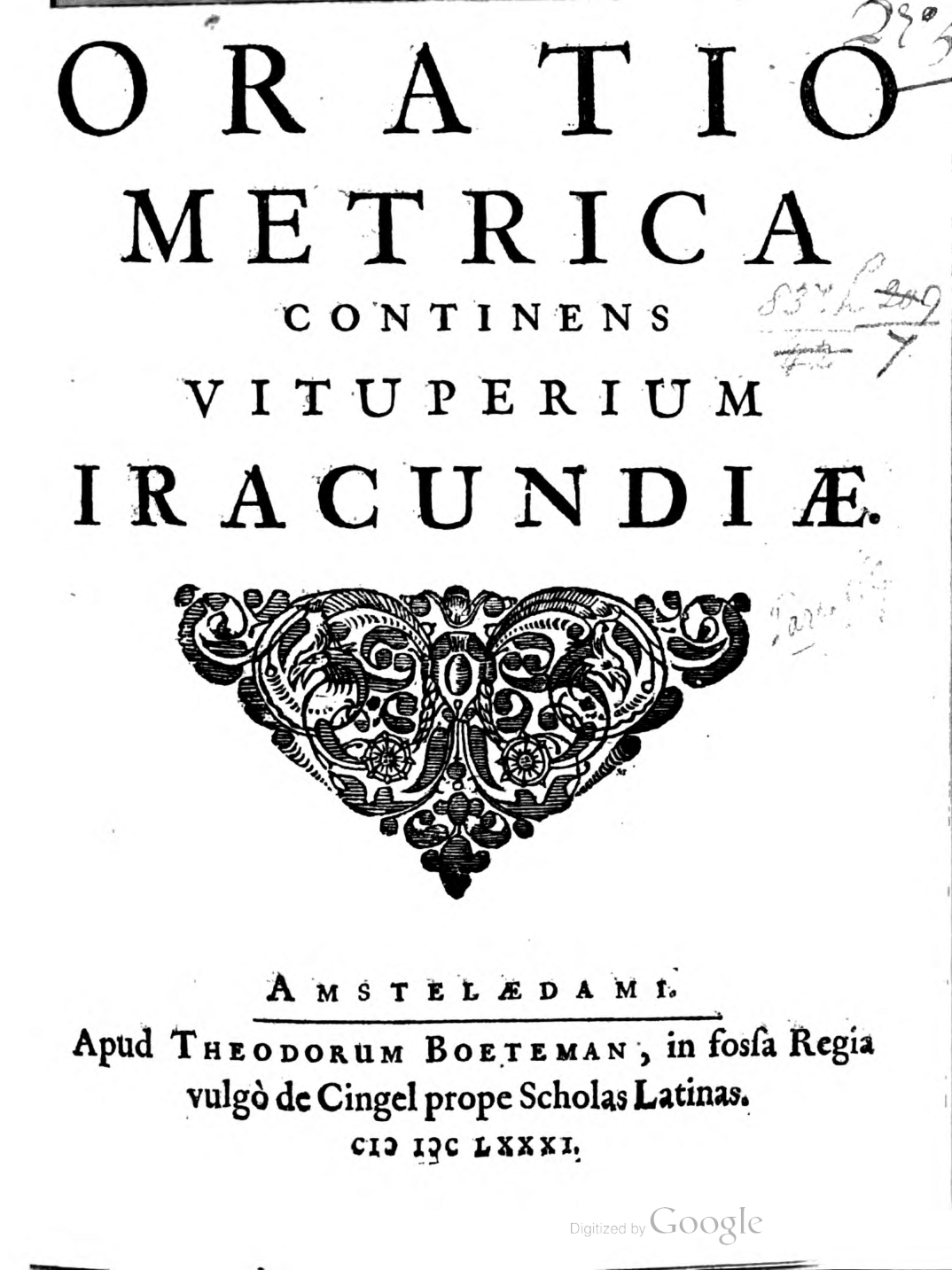
Titelpagina voor: Gosuinus Parent, Oratio metrica continens vituperium iracundiæ, gedrukt door Dirk Boeteman (Amsterdam, 1681).

## Uitgegeven werken
Boeteman heeft onder meer de volgende werken uitgegeven:
- Gosuinus Parent, Oratio metrica continens vituperium iracundiæ (Amsterdam, 1681).
- Pierre Poiret, La paix des bonnes ames dans tous les partis du christianisme (Amsterdam, 1687).
- Ludolph Smids, Poësye (Amsterdam, 1694).
- Petrus Francius, Vindiciae censurae Graecanicae in nuperum carmen Graecum, ad C. Valerium Accinctum (Amsterdam, 1696).
- Gregorio Leti, Teatro Gallico, o vero La monarchia della real casa di Borbone in Francia. Vol. 1-5 (Amsterdam, 1691-1695) gedrukt door Willem de Jonge; vol. 6 (Amsterdam, 1696) gedrukt door Hendrik (I) en Dirk Bruyn; vol. 7 (Amsterdam, 1697) gedrukt door Boeteman.
- Johannes Duijkerius (1697), Vervolg van't Leven van Philopater geredded uit de verborgentheeden der Coccejanen.